# 雨格子之館
《雨格子之館》是由FOG開發，日本一於2007年3月8日發售的推理冒險遊戲。原定於2006年10月26日發售，其後延期至2007年3月8日發售。2006年12月16日出版的電擊PS2附送遊戲的體驗版。
漫畫版由奥野十香作畫，並於Mag Garden的漫畫雜誌「月刊Comic Blade Avarus」2008年11月號（10月15日發售）開始連載，日本版第一卷於2009年1月10日發售、第二卷於2009年7月10日發售，全二期。而中文版由東立出版社代理，中文版第一卷於2009年6月13日發售。

## 概要
2008年3月6日發售廉價版，同時發售其續篇作品《奈落之城 一柳和，第2次受難》，並將本作標題改為《雨格子之館 一柳和，最初的受難》，亦加入《奈落之城》的體驗版。本作品和以前的推理冒險一樣，以「指出真正犯人」為主要目的外，亦加入「在殺人事件發生前看穿殺人手法而「作出判斷」並加以阻止」，「使最多的人存活下來」等目的。而本作的特徵就是「本應被害的角色被拯救後」，遊戲的劇情亦會改變。

## 故事
除了對危險有「被捲入體質」而自滿以外，一個非常普通的大學生——一柳和，在陰森的森林中，因為下著暴風雨和汽車的氣油不足而停在林中。為了繼續旅程，於是下車並走進森林。在暴雨中看到一座西式的建築，在找尋入口大間之際發現了一位中年男性的屍體，在下一瞬間就被人從後襲擊。
在公館的客廳恢復意識後，看到一班演員、並各自以「役名」稱呼的8個人。因為他們的厚意而在公館中借宿，在這一晚發生了幾件不可思異的事、在溫室中發現了一個黑貓裝飾物及一張寫著「復讐」字樣的信、汽車的車軚被放氣、以及神秘的水聲。
第二天早晨，發現了其中一位演員的屍體……

## 登場人物
一柳 和（いちやなぎ なごむ）
本作的主角。因為打工的旅館火災燒毀了，在回家的途中迷路，偶然間走到這座「公館」，這應該是他的「被捲入體質」，使許多的不幸重疊而成的後果。
以下人物根據劇作家「帽子屋」為了「拍攝電影」所招集的演員們，全部都以「役名」來稱呼。同時那些亦是虛構小說家「高遠延二郎」著作的推理小說系列中摘取。
- 日織 (ひおり)
- 椿 (つばき)
- 鈴奈 (すずな)
- 御陵 (みささぎ)
- 那須 (なす)
- 斑井 (まだらい)
- 静奈 (しずな)
- 暗石 (くらいし)

## 相關作品
- MISSING PARTS
- Rim Runners
- 久遠之絆
- 風雨來記
- 風雨來記2
- 美少女花札紀行祕湯戀物語
- 流行之神

## 外部連結
- 雨格子之館 （页面存档备份，存于）（日語）
- 雨格子之館 中文介紹 （页面存档备份，存于） 製作群列表 （页面存档备份，存于）